# Semigrupo nulo
En matemáticas, un semigrupo nulo (también llamado semigrupo cero) es un semigrupo con un elemento absorbente, llamado cero, en el que el producto de dos elementos cualesquiera es cero. Si cada elemento de un semigrupo es un cero izquierdo, entonces el semigrupo se llama semigrupo nulo izquierdo; un semigrupo nulo derecho se define de manera análoga. Según Clifford y Preston, "a pesar de su trivialidad, estos semigrupos surgen de forma natural en varias investigaciones".

## Semigrupo nulo
Sea S un semigrupo cuyo elemento nulo designaremos por 0. Entonces llamamos semigrupo nulo a S si xy = 0 para todo x e y en S.

### Tabla Cayley para un semigrupo nulo
Sea S = {0, a, b, c} el conjunto generador de un semigrupo nulo. Entonces la tabla de Cayley de S es:
|   | 0 | a | b | c |
| - | - | - | - | - |
| 0 | 0 | 0 | 0 | 0 |
| a | 0 | 0 | 0 | 0 |
| b | 0 | 0 | 0 | 0 |
| c | 0 | 0 | 0 | 0 |

## Semigrupo nulo izquierdo
Un semigrupo en el que cada elemento es un cero izquierdo (es decir, un elemento absorbente por la izquierda) se llama semigrupo nulo izquierdo . Por tanto, un semigrupo S es un semigrupo nulo izquierdo si xy = x para todo x e y en S.

### Tabla Cayley para un semigrupo nulo izquierdo
Sea S = {a, b, c} un semigrupo nulo izquierdo. Entonces la tabla de Cayley para S es la siguiente:
|   | a | b | c |
| - | - | - | - |
| a | a | a | a |
| b | b | b | b |
| c | c | c | c |

## Semigrupo nulo derecho
Un semigrupo en el que cada elemento es un cero derecho (es decir, un elemento absorbente por la derecha) se llama semigrupo nulo derecho. Por tanto, un semigrupo S es un semigrupo nulo derecho si xy = y para todo x e y en S.

### Tabla Cayley para un semigrupo cero derecho
Sea S = {a, b, c} un semigrupo nulo derecho. Entonces la tabla de Cayley para S es la siguiente:
|   | a | b | c |
| - | - | - | - |
| a | a | b | c |
| b | a | b | c |
| c | a | b | c |

## Propiedades
Los semigrupos nulos (izquierdos o derechos) no triviales no pueden contener elemento neutro. De esto se deduce que el único monoide nulo es el trivial.
La clase de semigrupos nulos es:
- cerrada bajo la acción de tomar subsemigrupos.
- cerrada bajo la acción de tomar cociente del subsemigrupo.
- cerrada bajo productos directos arbitrarios.

De esto deducimos que la clase de semigrupos nulos (tanto izquierdos y derechos) es una variedad de álgebra universal y por tanto una variedad de semigrupos finitos. La variedad de semigrupos nulos finitos está definida por la identidad ab = cd.